# Gouvernement Kubilius II
 (septembre 2023).
Si vous disposez d'ouvrages ou d'articles de référence ou si vous connaissez des sites web de qualité traitant du thème abordé ici, merci de compléter l'article en donnant les références utiles à sa vérifiabilité et en les liant à la section « Notes et références ».
République de Lituanie
Kirkilas Butkevičius
Le gouvernement Kubilius II (Penkioliktoji Vyriausybė) est le gouvernement de la République de Lituanie entre le 9 décembre 2008 et le 13 décembre 2012, durant la dixième législature du Seimas.

## Coalition
Dirigé par l'ancien Premier ministre conservateur Andrius Kubilius, il était  soutenu par une coalition entre l'Union de la patrie - Chrétiens-démocrates lituaniens (TS-LKD), le Parti de la résurrection nationale (TPP), le Mouvement libéral de la République de Lituanie (LRLS) et l'Union centriste et libérale (LiCS), qui disposaient ensemble de 80 élus sur 141 au Seimas, soit 56,7 % des sièges. À la suite de la défection, progressive, de neuf de ses députés, le TPP a décidé de fusionner avec la LiCS. Ces départs ont donc réduit la majorité gouvernemente à 71 députés, soit tout juste la majorité absolue.
Il a été formé après les élections législatives des 12 et 26 octobre 2008, et succédait au gouvernement de Gediminas Kirkilas, soutenu par le Parti social-démocrate lituanien (LSDP), le Parti démocrate civique (PDP), la LiCS et la Nouvelle union (sociaux-libéraux) (NS).
À la suite des élections législatives des 14 et 28 octobre 2012, il a été remplacé par le gouvernement d'Algirdas Butkevičius, formé par le LSDP, le Parti du travail (DP), Ordre et justice (TT) et l'Action électorale polonaise de Lituanie (LLRA).

## Composition
| Fonction                                      | Titulaire | Titulaire                                                     | Parti  |
| --------------------------------------------- | --------- | ------------------------------------------------------------- | ------ |
| Premier ministre                              |           | Andrius Kubilius                                              | TS-LKD |
| Ministre de la Santé                          |           | Algis Čaplikas (jusqu'au 10/03/2010) Raimondas Šukys          | LiCS   |
| Ministre de la Sécurité sociale et du Travail |           | Rimantas Jonas Dagys (jusqu'au 21/07/2009) Donatas Jankauskas | TS-LKD |
| Ministre de la Défense nationale              |           | Rasa Juknevičienė                                             | TS-LKD |
| Ministre de l'Environnement                   |           | Gediminas Kazlauskas                                          | Aucun  |
| Ministre de l'Économie                        |           | Dainius Kreivys (jusqu'au 17/03/2011) Rimantas Žylius         | TS-LKD |
| Ministre des Transports et des Communications |           | Eligijus Masiulis                                             | LRLS   |
| Ministre de l'Intérieur                       |           | Raimundas Palaitis (jusqu'au 16/04/2012) Artūras Melianas     | LiCS   |
| Ministre de l'Énergie                         |           | Arvydas Sekmokas (à partir du 04/02/2009)                     | TS-LKD |
| Ministre de l'Agriculture                     |           | Kazimieras Starkevičius                                       | TS-LKD |
| Ministre de l'Éducation et de la Science      |           | Gintaras Steponavičius                                        | LRLS   |
| Ministre de la Justice                        |           | Remigijus Šimašius                                            | Aucun  |
| Ministre des Finances                         |           | Algirdas Šemeta (jusqu'au 07/07/2009) Ingrida Šimonytė        | Aucun  |
| Ministre des Affaires étrangères              |           | Vygaudas Ušackas (jusqu'au 25/01/2010)                        | Aucun  |
| Ministre des Affaires étrangères              |           | Audronius Ažubalis                                            | TS-LKD |
| Ministre de la Culture                        |           | Remigijus Vilkaitis (jusqu'au 02/07/2010)                     | TPP    |
| Ministre de la Culture                        |           | Arūnas Gelūnas                                                | Aucun  |